# Langsar
Langsar is een bestuurslaag in het regentschap Sumenep van de provincie Oost-Java, Indonesië. Langsar telt 2881 inwoners (volkstelling 2010).